# Poběžovice u Přelouče
Poběžovice u Přelouče (do 29. února 1980 Poběžovice) jsou obec v okrese Pardubice v Pardubickém kraji. Leží mezi obcemi Lipoltice, Choltice a Tupesy. Mezi Poběžovicemi a Cholticemi se na půli cesty nachází Choltická meteorologická stanice, která poskytuje na internetu aktuální informace o stavu počasí. Na náměstí u kapličky je popisná cedule s krátkou historií tohoto místa. Žije zde 125 obyvatel.

## Historie
První písemná zmínka o vesnici pochází z roku 1399.

## Obyvatelstvo
| Rok            | 1869 | 1880 | 1890 | 1900 | 1910 | 1921 | 1930 | 1950 | 1961 | 1970 | 1980 | 1991 | 2001 | 2011 | 2021 |
| -------------- | ---- | ---- | ---- | ---- | ---- | ---- | ---- | ---- | ---- | ---- | ---- | ---- | ---- | ---- | ---- |
| Počet obyvatel | 185  | 167  | 153  | 156  | 163  | 181  | 175  | 124  | 130  | 117  | 104  | 81   | 79   | 85   | 120  |
| Počet domů     | 28   | 24   | 24   | 26   | 29   | 31   | 34   | 34   | 33   | 33   | 31   | 38   | 41   | 43   | 49   |

## Obecní správa
Mezi lety 1850–1880 Poběžovice u Přelouče patřily jako osada obce k Lipolticím v okrese Pardubice. V letech 1890–1985 byly obcí v okrese Pardubice (1890–1930), poté v okrese Přelouč (1950) a později opět v okrese Pardubice. Od 1. ledna 1986 do 23. listopadu 1990 patřily jako část městyse k Cholticím a od 24. listopadu 1990 jsou opět samostatnou obcí.

### Obecní symboly
Znak a vlajka byly obci uděleny rozhodnutím předsedy Poslanecké sněmovny Parlamentu České republiky dne 6. června 2017.